# نتريات
نتريات (الاسم العلمي: Nitrobacteraceae) هي فصيلة من بكتيريا متقلبات ألفا، هوائية سلبية الغرام، تتبع رتبة المستجذريات.
تستمد بكتيريا هذه الفصيلة طاقتها من أكسدة الأمونيا إلى نتريت، أو عن طريق أكسدة النتريت إلى نترات. توجد عادة في المياه العذبة والتربة.